# 利普庫瓦蒂夫卡

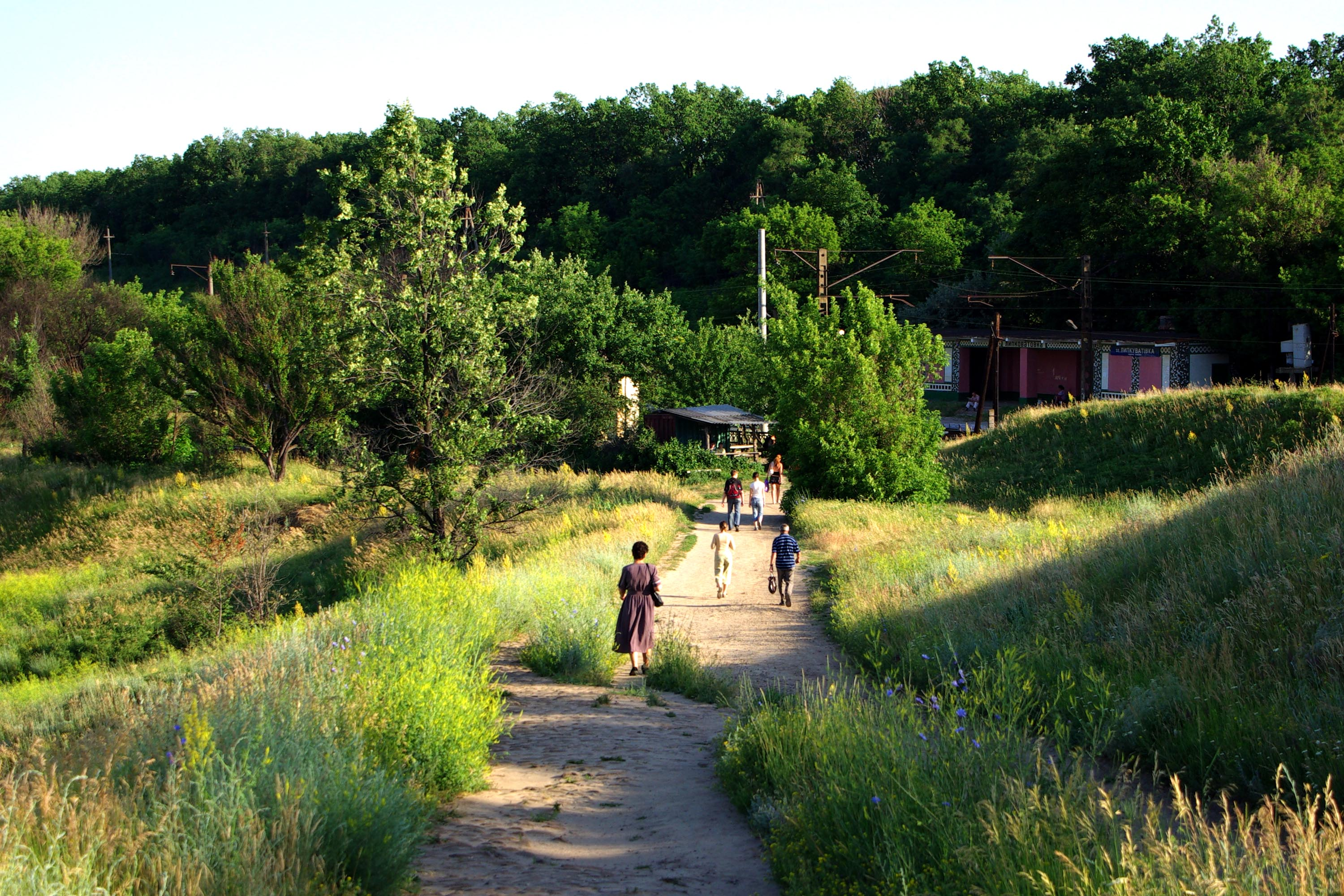

利普庫瓦蒂夫卡（烏克蘭語：Липкуватівка）是位於烏克蘭東部的村莊，由哈爾科夫州哈爾科夫區的新沃多拉哈市鎮負責管轄。該村始建於1528年，面積0.22平方公里，海拔高度112米，2001年人口1,528，人口密度每平方公里6,945.5人。
49°43′8″N 35°59′42″E / 49.71889°N 35.99500°E